# Wat Makut

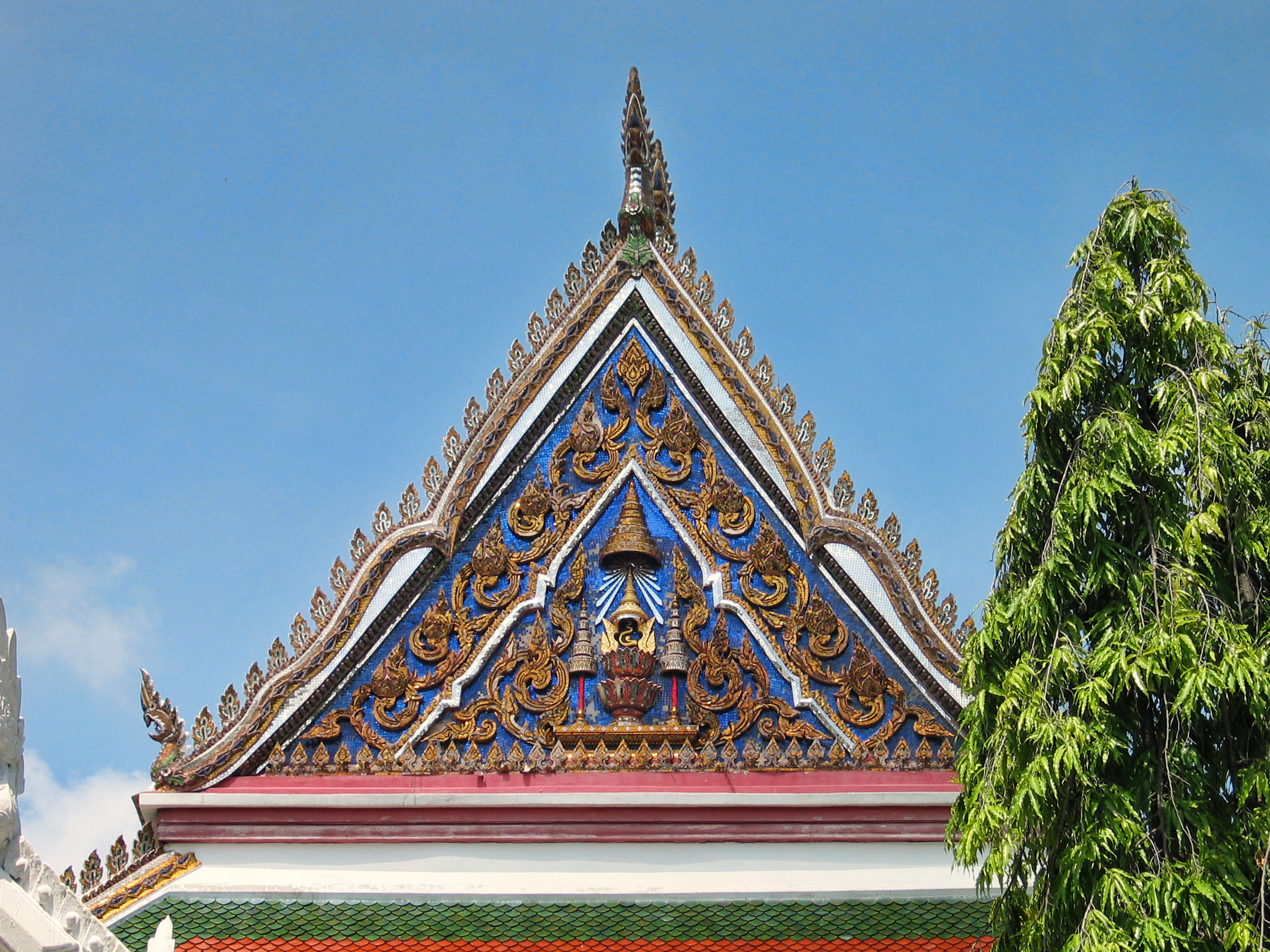
Tympanon der Versammlungshalle (Wihan), Wat Makut

Wat Makut (Thai: วัดมกุฏ, vollständiger Name Wat Makut Kasattriyaram Ratchaworawihan, วัดมกุฏกษัตริยารามราชวรวิหาร, auch: Wat Makuṭakṣatriya; Tempel der Königlichen Krone) ist ein buddhistischer Tempel (Wat) in Bangkok, Thailand. Wat Makut ist ein Königlicher Tempel der zweiten Klasse.

## Lage
Wat Makut liegt im Norden des Bezirks Phra Nakhon. Er liegt an der Thanon Krung Kasem (Straße des Städtischen Glücks) direkt am südlichen Ufer des Khlong Phadung Krung Kasem. Nur etwa 500 Meter südöstlich liegt der Wat Somanat Wihan.

## Geschichte
Nachdem der Khlong Phadung Krung Kasem als äußerer Festungsgraben um die so genannte Rattanakosin-Insel fertiggestellt war, wünschte sich König Mongkut einen eigenen königlichen Tempel. Er solle an einem Kanal liegen, so wie es in Ayutthaya Brauch war.
Er kaufte einen Obstgarten neben dem soeben fertiggestellten Wat Somanat Wihan und beauftragte Chaophraya Si Suriyawong mit den Bauarbeiten. 1868 waren die Arbeiten an dem Tempel beendet, der zunächst den Namen Wat Nam Banyad (วัดนามบัญญัติ) trug. Da der König in der Zwischenzeit verstorben war, verlieh man dem Tempel ihm zu Ehren den Namen Wat Makut Kasattriyaram und den Rang eines Königlichen Tempels Zweiter Klasse.
Der spätere Oberste Mönchspatriarch Thailands Vajirañāṇavarorasa lebte von November 1879 bis Anfang 1882 hier im Tempel als Mönch.
Anfang des 21. Jahrhunderts wurde der Tempel vom Crown Property Bureau und vom Fine Arts Department restauriert. Sie Arbeiten wurden 2007 zum 80. Geburtstag von König Bhumibol Adulyadej fertiggestellt. Für die Ausführung gab es eine Auszeichnung, den „Architectural Conservation Award“ der „Asa Association of Siamese Architects“.

## Sehenswürdigkeiten
So wie im Nachbartempel Wat Somanat Wihan sind die Gebäude des Phutthawat in Nordost-Südwest-Richtung ausgerichtet.
Die Ordinationshalle (Phra Ubosot) liegt im südwestlichen Teil des Phutthawat, dem heiligen Bereich, der dem Buddha geweiht ist. Er ist mit einer niedrigen Mauer eingefasst. Nordöstlich davon liegt die von einer quadratischen, nach innen offenen Galerie (Phra Rabiang) umschlossene Phra Chedi. Der nordöstliche Teil des Phra Rabiang wird von der Versammlungshalle (Phra Wihan) eingenommen.
- Wihan – Das Giebelbrett ist reich verziert mit dem Symbol von König Mongkut: der Krone. Dieses Symbol findet sich ebenfalls an den Umrandungen der Fenster und Türen wieder.
- Ubosot – Auch hier findet sich die Königliche Krone auf dem Giebelbrett und den Fenster- und Tür-Umrandungen. Die Haupt-Buddha-Statue ist aus Bronze hergestellt mit einem Überzug aus Gold. Sie ist 2 Sok 1 Kueb 8 Niu hoch (siehe Alte Maße und Gewichte: 1,43 Meter) und misst in Kniehöhe 2 Sok 9 Niu (1,18 Meter). Sie sitzt in einem so genannten Busabok (บุษบก), einem thronartigen Pavillon. Beachtenswert sind die ungewöhnlichen Wandmalereien im Ubosot. Sie stammen aus der zweiten Hälfte des 19. Jahrhunderts, ihr Stil erinnert teilweise an die Reliefs der „Stupa of Barhut“ (Madhya Pradesh, Zentral-Indien).[3]

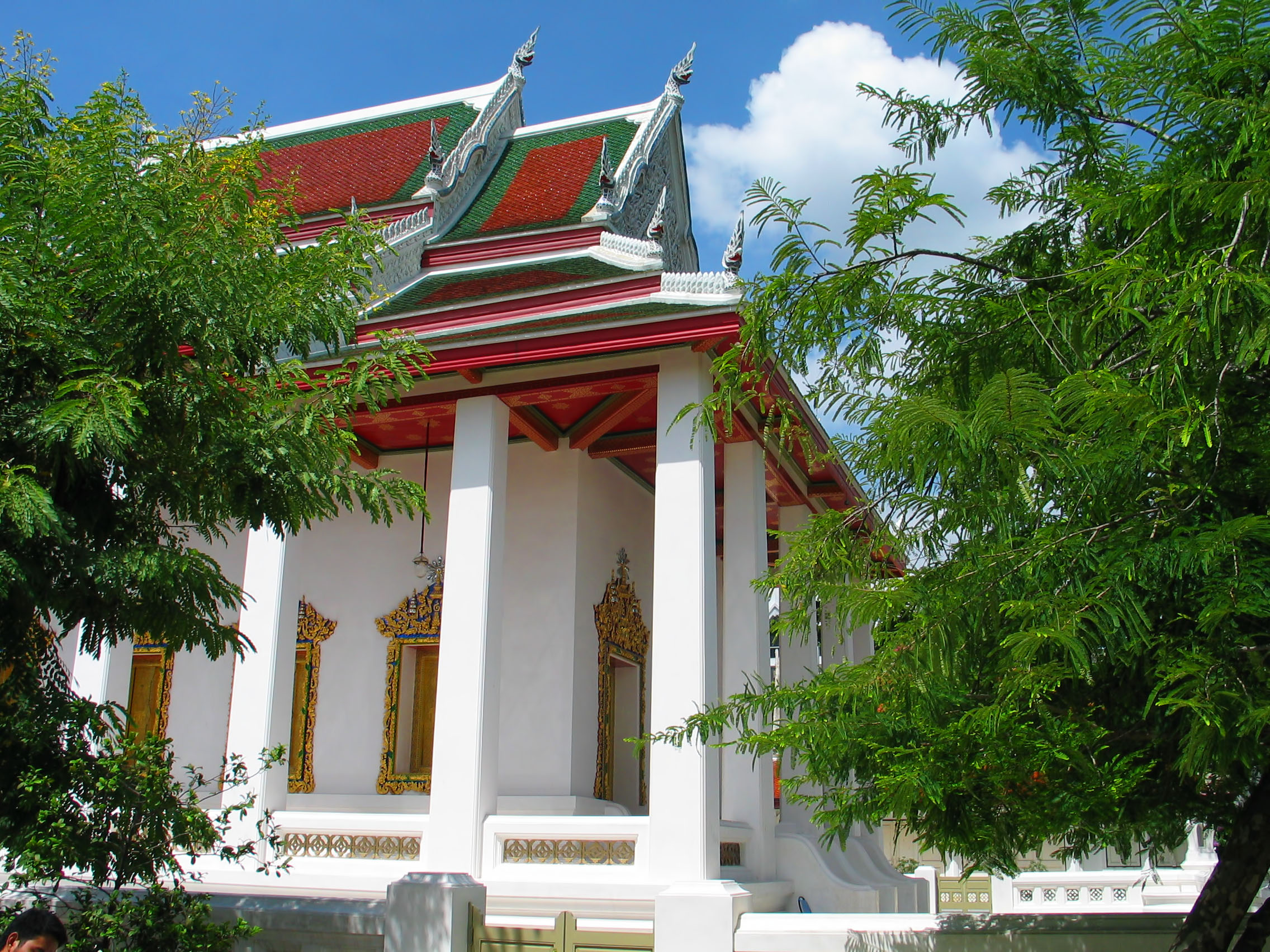
Versammlungshalle (Wihan), Wat Makut
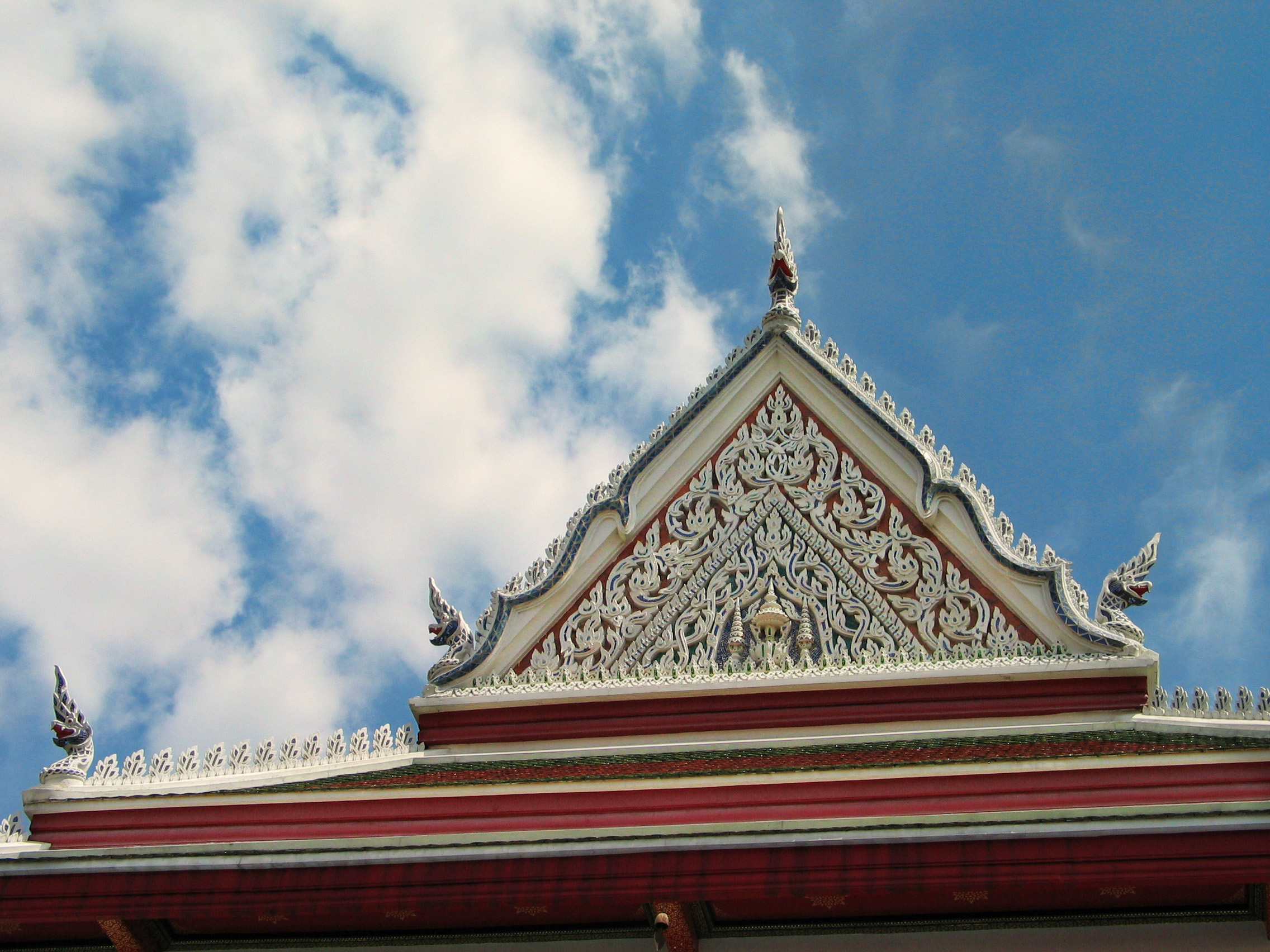
Tympanon, Ordinationshalle (Ubosot)
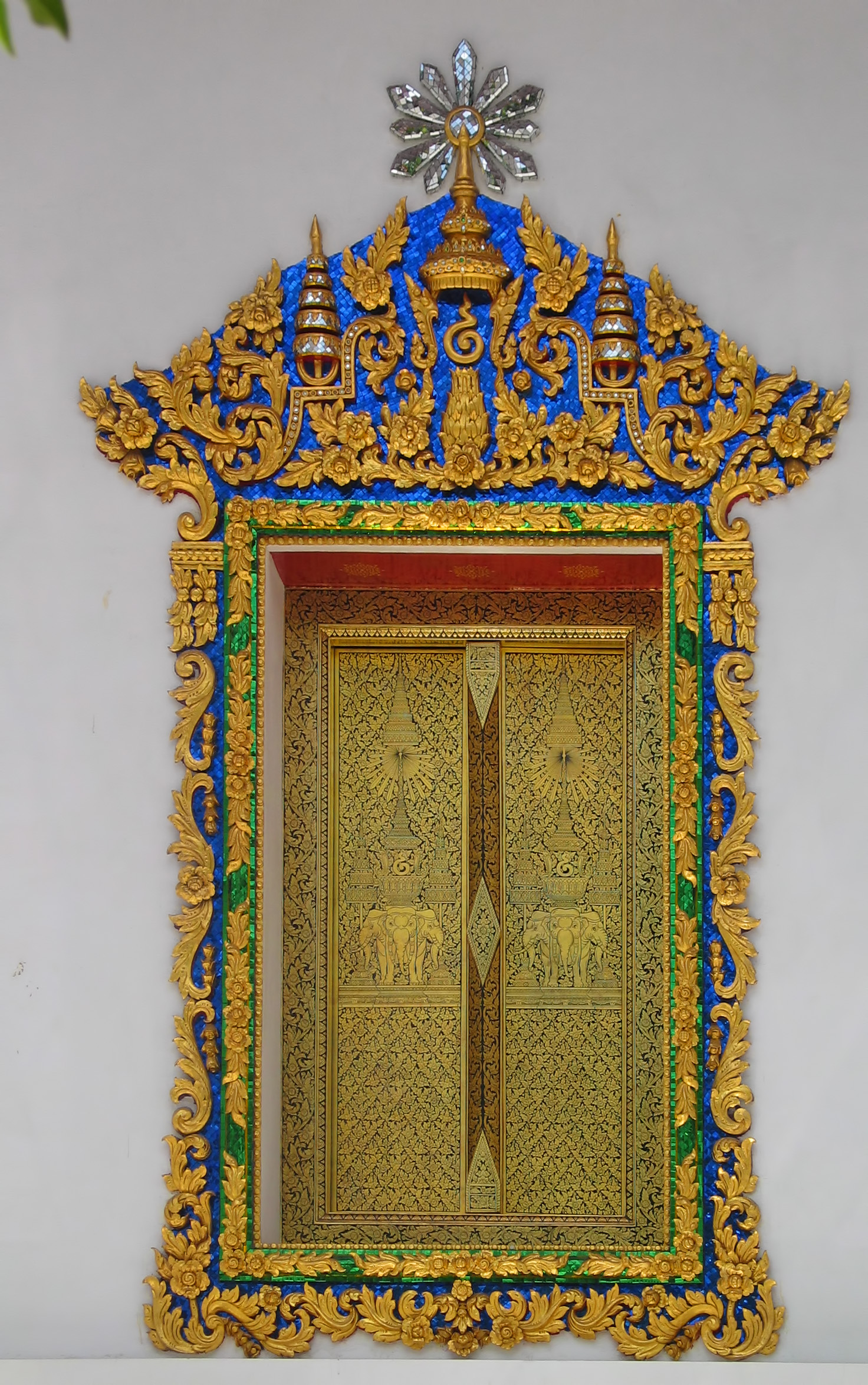
Fenster der Versammlungshalle
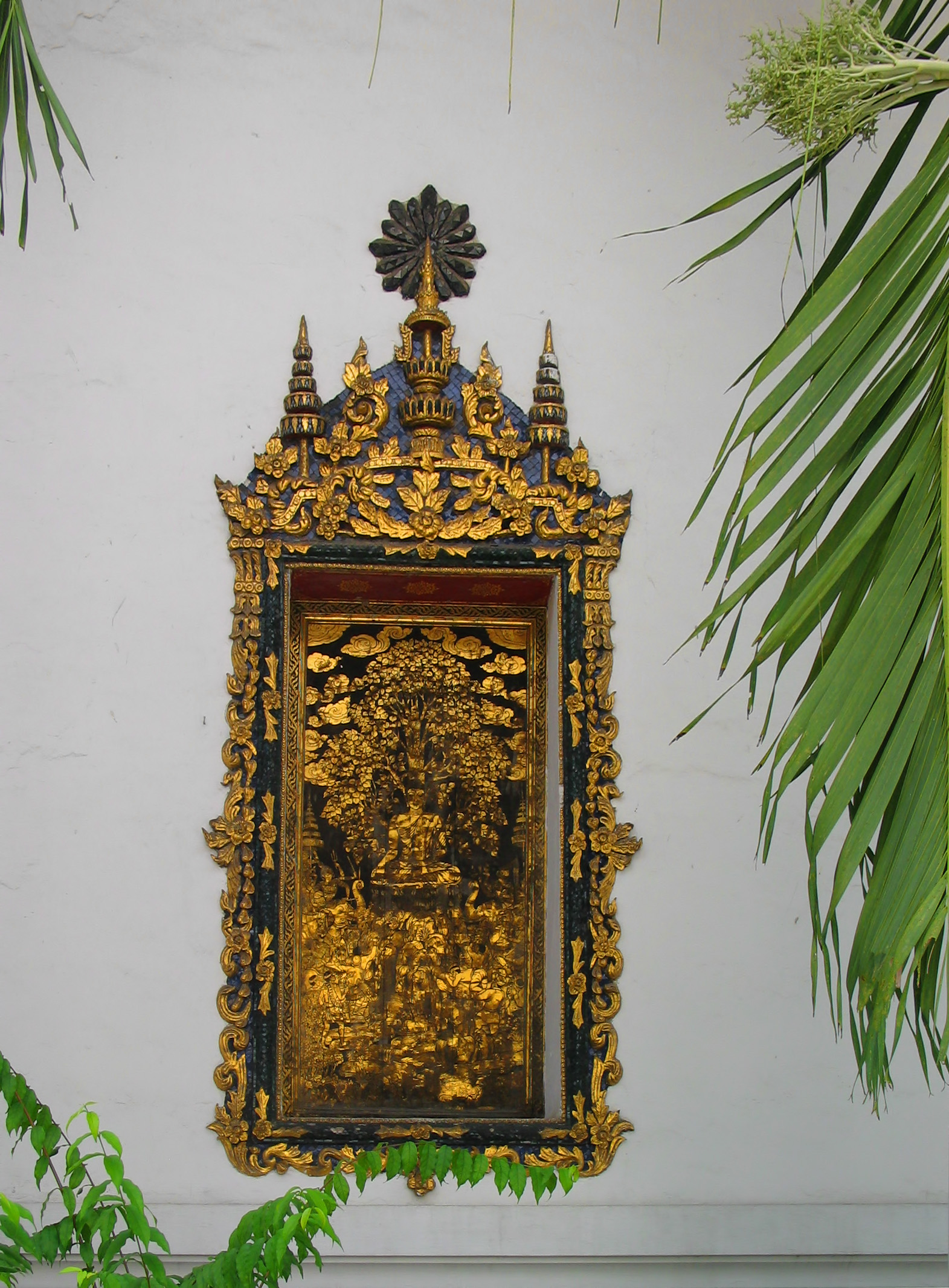
Fenster der Ordinationshalle
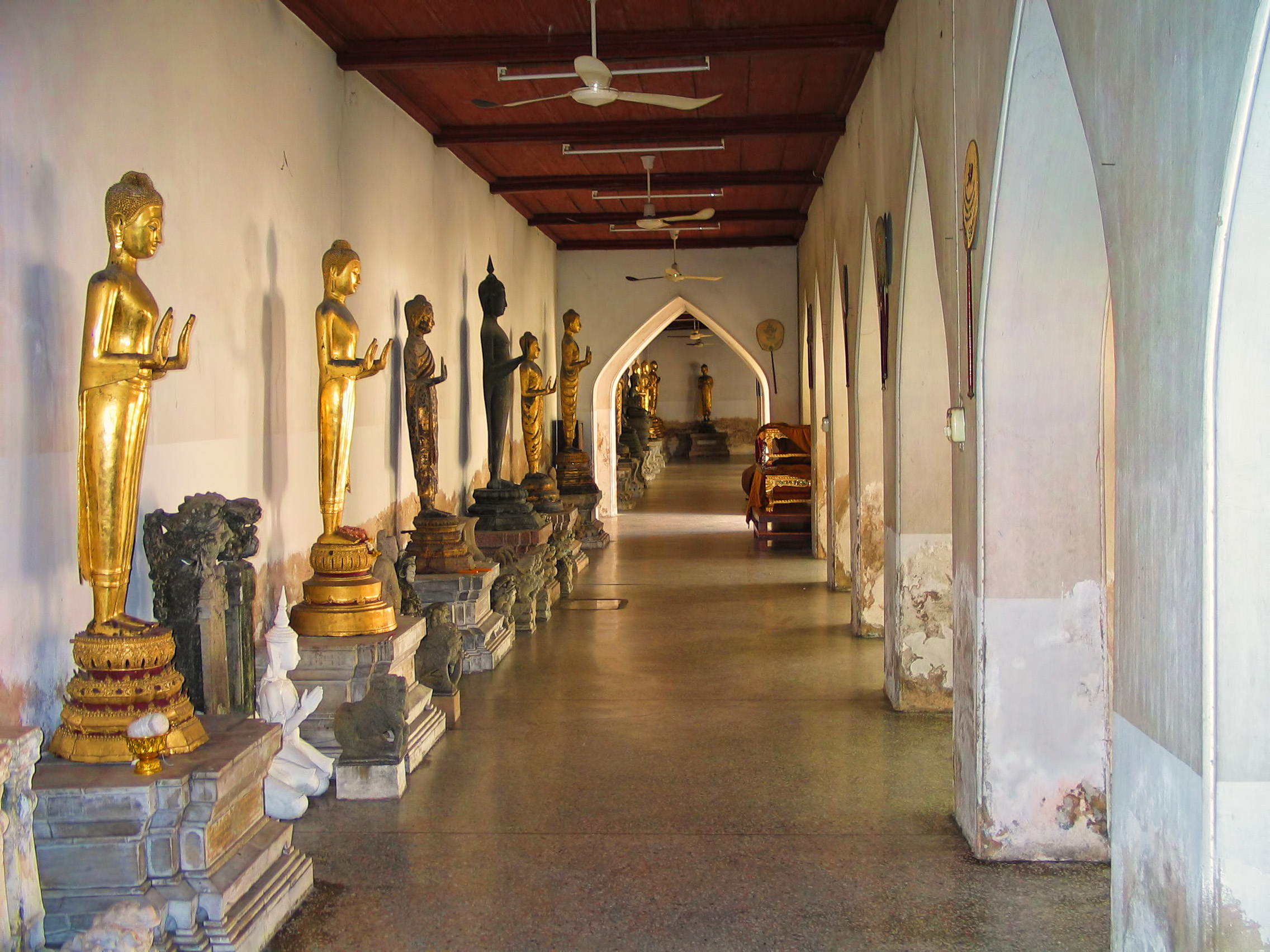
Blick in die Galerie (Phra Rabiang)